# Смртоносна привлачност (филм)
Смртоносна привлачност (енгл. Heathers) америчка је црна комедија из 1988. редитеља Мајкла Лемaна, коме је овај филм био дебитантски. Упркос добрим критикама, филм није одмах донео профит, али је касније постао култни филм у Сједињеним Америчким Државама. Филм је 2008. заузео 412. место на Емпајеровој листи „500 најбољих филмова свих времена”, а 2015. је заузео 5. место на листи „50 најбољих средњошколских филмова”. Добио је и свој мјузикл и телевизијску серију.

## Улоге
| Глумац/Глумица    | Улога           |
| ----------------- | --------------- |
| Винона Рајдер     | Вероника Сојер  |
| Кристијан Слејтер | Џејсон Дин      |
| Шанен Доерти      | Хедер Дјук      |
| Лизен Фолк        | Хедер МекНамера |
| Ким Вокер         | Хедер Чендлер   |
| Ланс Фентон       | Курт Кели       |
| Патрик Лаблотрек  | Рем Свини       |
| Пенелопа Милфорд  | Паулина Флеминг |
| Глен Шејдик       | свештеник Рипер |
| Рене Естевез      | Бети Фин        |

## Радња филма
Прича се дешава у средњој школи Вестербург, у измишљеном граду Шервуд у Охају. Вероника Сојер (Винона Рајдер) једна је од најпопуларнијих девојака у средњој школи. Поред Веронике популарну групу чине три девојке истог имена: вођа Хедер Чендлер (Ким Вокер), булимична Хедер Дјук (Шанен Доерти) и навијачица Хедер МекНамера (Лизен Фолк). Ове три злобне девојке све решавају окрутношћу, презиром и манипулацијом. Иако су најпопуларније у школи, остали ученици их се више плаше него што их воле. Вероники је после неког времена досадило њихово безобразно понашање и пожелела је да се врати у свој стари живот, где је била срећна са својим пријатељима из детињства. Прича добија заокрет када Вероника упозна новог мистериозног ученика Џејсона Дина (Кристијан Слејтер) са којим започиње везу. Убрзо увиђа да је њен шармантни момак проблематичнији него што се чинило на први поглед.

## Продукција

### Сценарио
Када је Данијел Вотерс писао сценарио за филм имао је на уму чувеног редитеља Стенлија Кјубрика за режију. Међутим није успео да ступи у контакт са редитељем па је сценарио понудио Мајклу Леману.

### Кастинг
Расподела улога је била компликована јер су многи глумци одбили улогу због превише мрачне стране филма. Глумицама Дру Баримор, Џастин Бејтман и Џенифер Конели понуђена је улога Веронике Сојер, коју су оне одбиле. На аудицији за улогу Џејсона Дина пријавили су се Џони Деп, Џад Нелсон, Бред Пит и Џим Кери. На крају, улогу Веронике добила је Винона Рајдер, а убрзо након ње Кристијан Слејтер је добио улогу Џејсона. Улога Хедер Чендлер понуђена је Хедер Грејам, која је одбила улогу. Улога је затим понуђена Ким Вокер, која је у то време била у вези са Слејтером.

### Снимање
Филм је сниман 32 дана, током јула и августа 1988. године у Лос Анђелесу. Сцене у средњој школи снимане су у три различите школе. Погребна сцена снимљена је у Цркви анђела у Пасадени.

### Занимљивости
- У филму Џејсон подвлачи цитате из књиге „Моби Дик” који би могли објаснити разлоге самоубиства Хедер Дјук. Првобитно је требало да се користи књига „Ловац у житу”, али нису добијена ауторска права за коришћење.
- За два глумца тема смрти у филму се показала пророчком: глумац чији лик у филму каже да никада неће извршити самоубиство упуцао се у 34. години, а глумица Ким Вокер која у филму пита Хедер Дјук да ли је имала тумор на мозгу за доручак, умрла је у 32. години од канцера мозга.
- Кристијан Слејтер је за свој лик Џејсона Дина копирао изразе лица Џека Николсона, коме је и писао тражећи да погледа филм, али одговора није било.[5]

## Музика у филму
Филм користи две верзије песме Ке сера, сера (Шта буде биће). Продуценткиња Денис Ди Нови открила је да је филмска екипа у почетку желела да искористи оригиналну верзију песме Дорис Деј, али је она то одбила, не желећи да види своје име у вези са пројектом који је сматрала богохулним. Песма Тинејџерско самоубиство (Не ради то) коју је у филму извела измишљена група „Велика Забава” написао је и продуцирао музичар Дон Диксон.

## Пријем код публике
Филм углавном добија позитивне оцене на сајтовима који се баве филмском критиком. Трули парадајз оцењује филм са 93%, са 56 рецензија, док га Метакритика оцењује са 72 од 100, са 20 рецензија.

## Ремастеризација
За двадесету годишњицу филма, 2008. године, филм је преуређен у високој резолуцији за издање на Блу-реју. За његову тридесету годишњицу, 2018. године, изведена је нова ремастеризација филма, овог пута у 4К резолуцији.

## Сродни пројекти

### Мјузикл
Филм је 2010. године адаптиран у рок мјузикл. Редитељ мјузикла је Енди Фикман, а музику и текст написали су Лоренс О'Киф и Кевин Марфи. Након неколико пробних приказивања у Лос Анђелесу, мјузикл се преселио на Оф Бродвеј почетком 2014. године. Публика је позитивно прихватила спектакл. Током 2018. године мјузикл је имао Оф Вест Енд извођење у Лондону, а онда од септембра исте године и Вест Енд извођење. Ова верзија садржала је неколико измена, које су направили аутори мјузикла. Због великог успеха, донета је одлука да та верзија постане званична верзија мјузикла за све будуће продукције.

### Телевизијска серија
У марту 2016. године наручена је мрачна комична серија постављена у данашње време која се бави темом насиља у школи. У лето 2018. године серија је емитована у неколико земаља, углавном европских. Серију су написали Џејсон Микалеф и Том Розенберг. Глумица Шанен Доерти гостовала је у пилот епизоди серије у улози мајке Џејсона Дина. Серија има десет епизода и емитовала се једну сезону.

### Ривердејл
Девет песама из мјузикла појавиле су се 2019. године у шеснаестој епизоди треће сезоне телевизијске серије Ривердејл, током музичке епизоде у којој се одвијају пробе за школски мјузикл. У четвртој епизоди исте сезоне серије спомиње се филм, када млада Пенелопа Блосом пита своје другове да ли су гледали филм Смртоносна привлачност.

## Награде
| Година | Награда                                             | Категорија                   | Номинација                                      | Резултат   |
| ------ | --------------------------------------------------- | ---------------------------- | ----------------------------------------------- | ---------- |
| 1989   | Торински међународни фестивал младе кинематографије | Најбољи перформанс           | Винона Рајдер                                   | Освојена   |
| 1989   | Торински међународни фестивал младе кинематографије | Најбољи играни филм          | Мајкл Леман                                     | Номинација |
| 1989   | Филмски фестивал Санденс                            | Драма                        | Мајкл Леман                                     | Номинација |
| 1989   | Амерички филмски фестивал у Довилу                  | Награда жирија               | Мајкл Леман                                     | Номинација |
| 1990   | Награда Спирит                                      | Најбоље прво дело            | Мајкл Леман (редитељ) Денис Ди Нови (продуцент) | Освојена   |
| 1990   | Награда Спирит                                      | Најбољи сценарио             | Данијел Вотерс                                  | Номинација |
| 1990   | Награда Спирит                                      | Најбоља женска улога         | Винона Рајдер                                   | Номинација |
| 1990   | Награда Едгар Алан По                               | Најбољи сценарио             | Данијел Вотерс                                  | Освојена   |
| 1990   | Чикашко удружење филмских критичара                 | Најбоља глумица              | Винона Рајдер                                   | Номинација |
| 1990   | Чикашко удружење филмских критичара                 | Глумица која највише обећава | Винона Рајдер                                   | Номинација |
| 1990   | Чикашко удружење филмских критичара                 | Глумац који највише обећава  | Кристијан Слејтер                               | Номинација |
| 2010   | Награда 20/20                                       | Најбоља глумица              | Винона Рајдер                                   | Номинација |
| 2010   | Награда 20/20                                       | Најбољи оригинални сценарио  | Данијел Вотерс                                  | Номинација |